# Irina Kaziulina
Irina Siergiejewna Kaziulina (ros. Ирина Сергеевна Казюлина; ur: 25 marca 1995) – kazachska zapaśniczka walcząca w stylu wolnym. Zajęła jedenaste miejsce na mistrzostwach świata w 2019 roku.
Brązowa medalistka mistrzostw Azji w 2018. Czwarta na igrzyskach Solidarności Islamskiej w 2017. Mistrzyni Azji juniorów w 2013 roku.